# Puente de Cordovilla la Real
El puente de Cordovilla la Real es un puente sobre el Pisuerga, ubicado en el municipio español de Cordovilla la Real.

## Descripción
El puente de Cordovilla la Real está ubicado, como su nombre indica, en el municipio de Cordovilla la Real, en la provincia castellanoleonesa de Palencia. Cruza el río Pisuerga. La obra, en la que habrían estado involucrados maestros canteros como Agustín Ruiz, Manuel de la Lastra, Francisco Berrandón y Pedro de la Puente, finalizó en la década de 1770.
Fue declarado monumento histórico artístico de interés local el 20 de febrero de 1980, mediante un real decreto publicado el 19 de abril de ese mismo año en el Boletín Oficial del Estado.
En la actualidad está catalogado como Bien de Interés Cultural en la categoría de monumento.